# Anémone pulsatille
Pour l’article homonyme, voir Coquerelle.
Pulsatilla vulgaris
Espèce
Statut de conservation UICN

 NT  : Quasi menacé
Classification phylogénétique
Synonymes
- Pulsatilla vulgaris Mill., 1768.

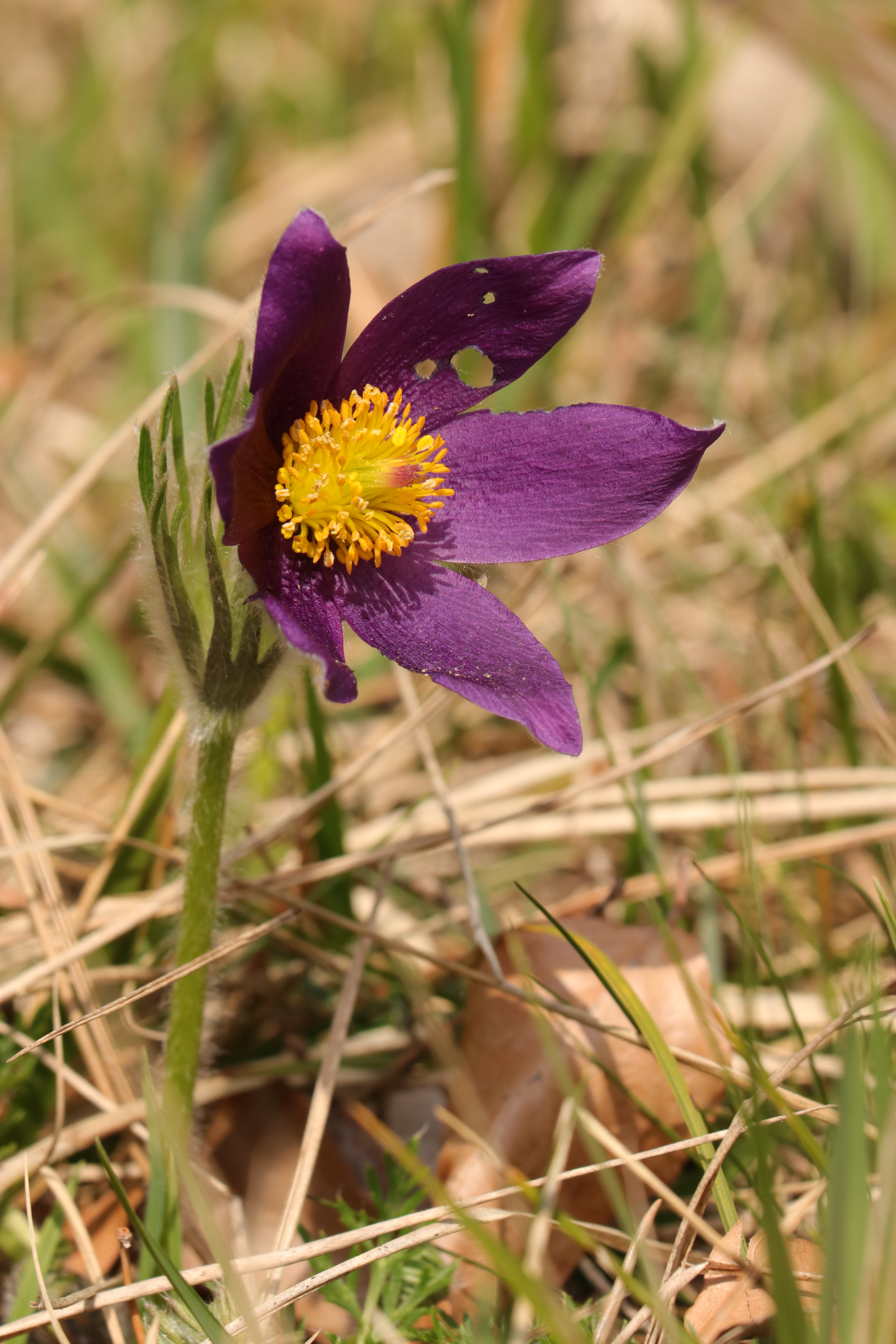
Anémone pulsatille dans une pelouse calcicole picarde.

L'anémone pulsatille ou coquerelle (Pulsatilla vulgaris Mill.) est une espèce de plantes à fleurs de la famille des renonculacées.
Anemone pulsatilla est un synonyme.

## Description

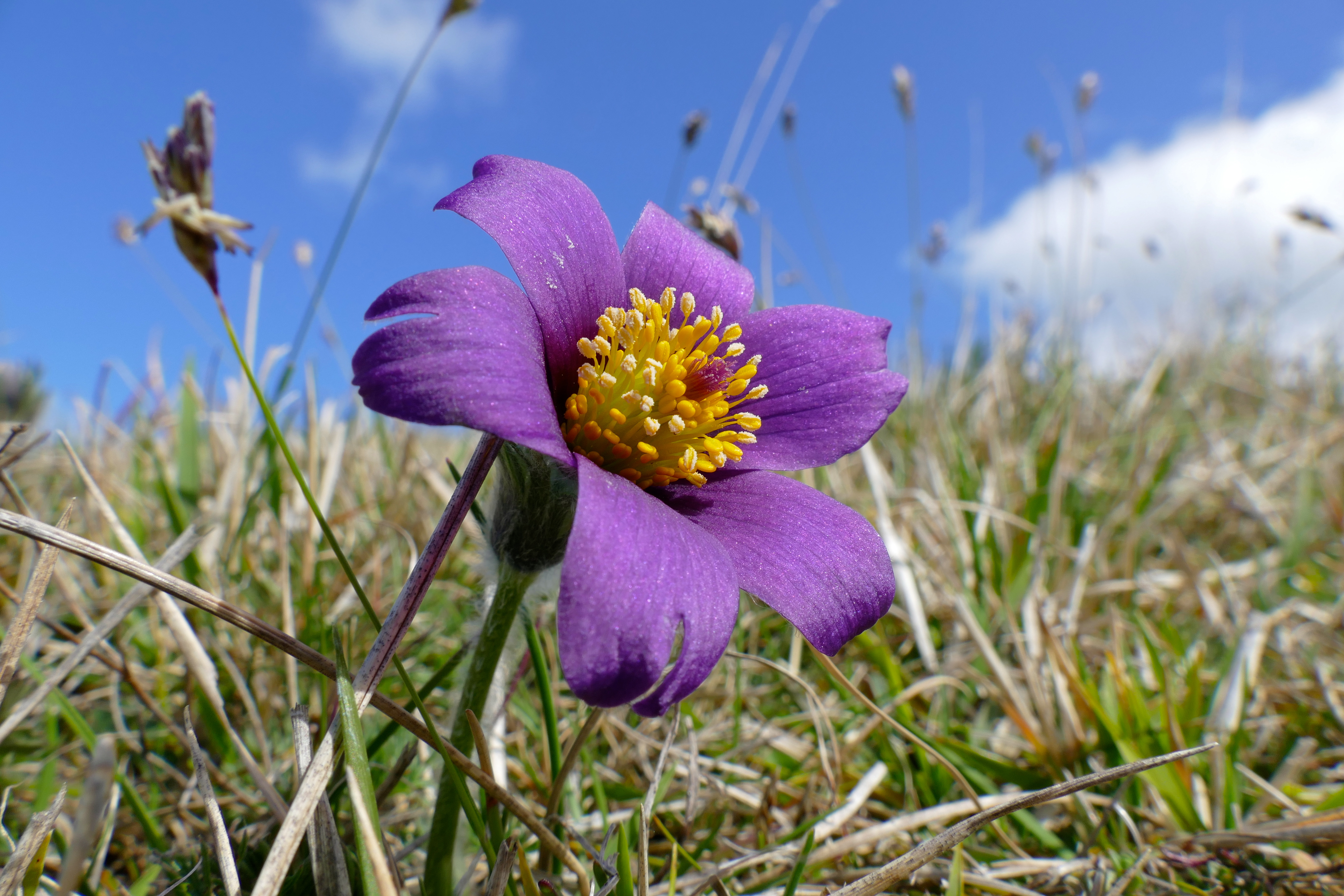
Fleur d'anémone pulsatille.

C'est une plante herbacée vivace. Très proche de la pulsatille des montagnes (Pulsatilla montana syn. Anemone montana), elle mesure de 10 à 30 cm. Les feuilles en rosette sont argentées, velues et pétiolées. Les fleurs sont violet-noir, pourpres, rouges (variété rubra) ou blanches (var.  alba).
L'anémone pulsatille bénéficie d'une réglementation (cueillette et ramassage) dans plusieurs départements, d'une protection dans certaines régions de France (article 1).

## Répartition et habitat
Cette espèce pousse en Europe. Elle est présente au Royaume-Uni, en France, en Belgique, en Allemagne, en Suisse, dans le Nord de l'Italie, en Autriche, en Pologne, en République tchèque et Slovaquie, en Hongrie, en Norvège, en Suède et au Danemark.
Elle vit dans les prairies sèches.

## Utilisation
Les fleurs, séchées au four et pulvérisées, permettent l'élaboration d'une poudre à éternuer réputée pour chasser les migraines.
Fraîche, cette plante est toxique, caustique et irritante.
La plante apparaît parfois sous le nom Pulsatilla radix dans certains documents liés à la phytothérapie mais " pulsatilla radix " signifie racine de pulsatille, ce n'est donc pas la plante qui est notée sous ce nom mais seulement sa racine.

## Toxicité
Cette plante est toxique en raison de la ranunculine (en) contenue dans ses feuilles et ses racines. Ce glycoside se transforme en anémonine lorsque la plante est séchée.

## Galerie

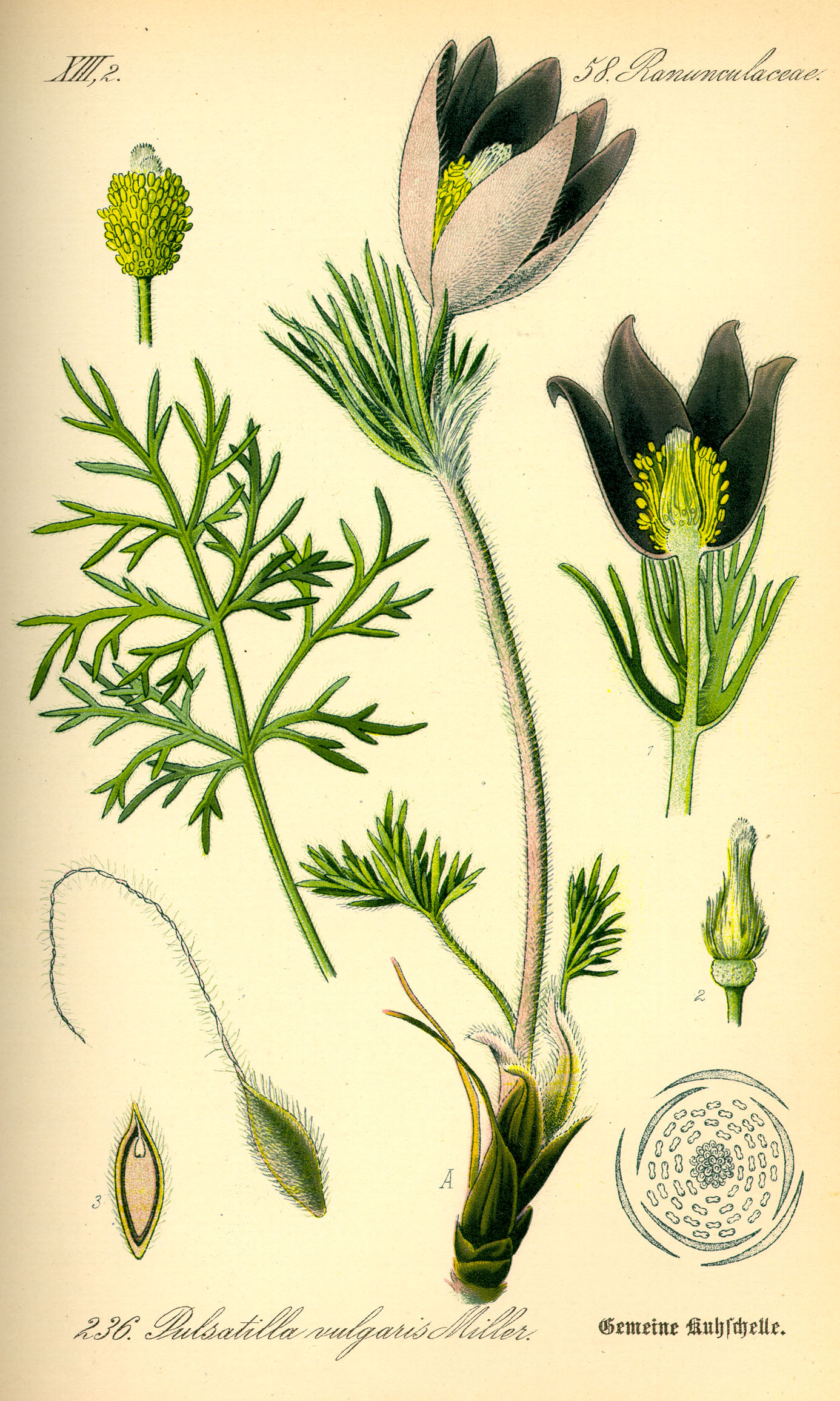
Planches botaniques
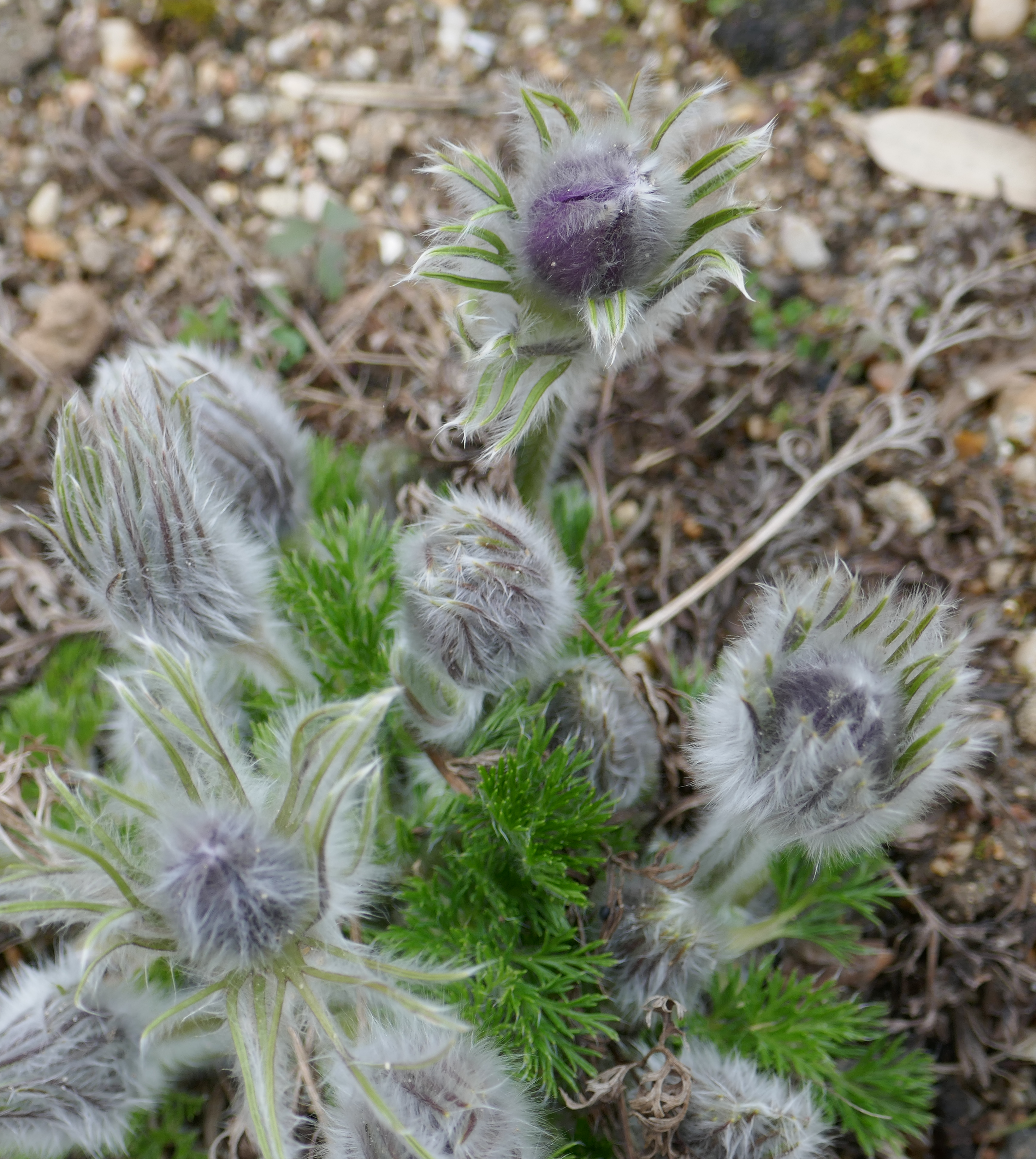
Fleurs en bouton
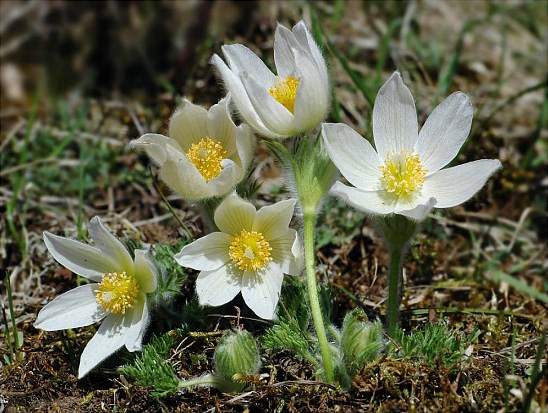
Pulsatilla vulgaris var. alba
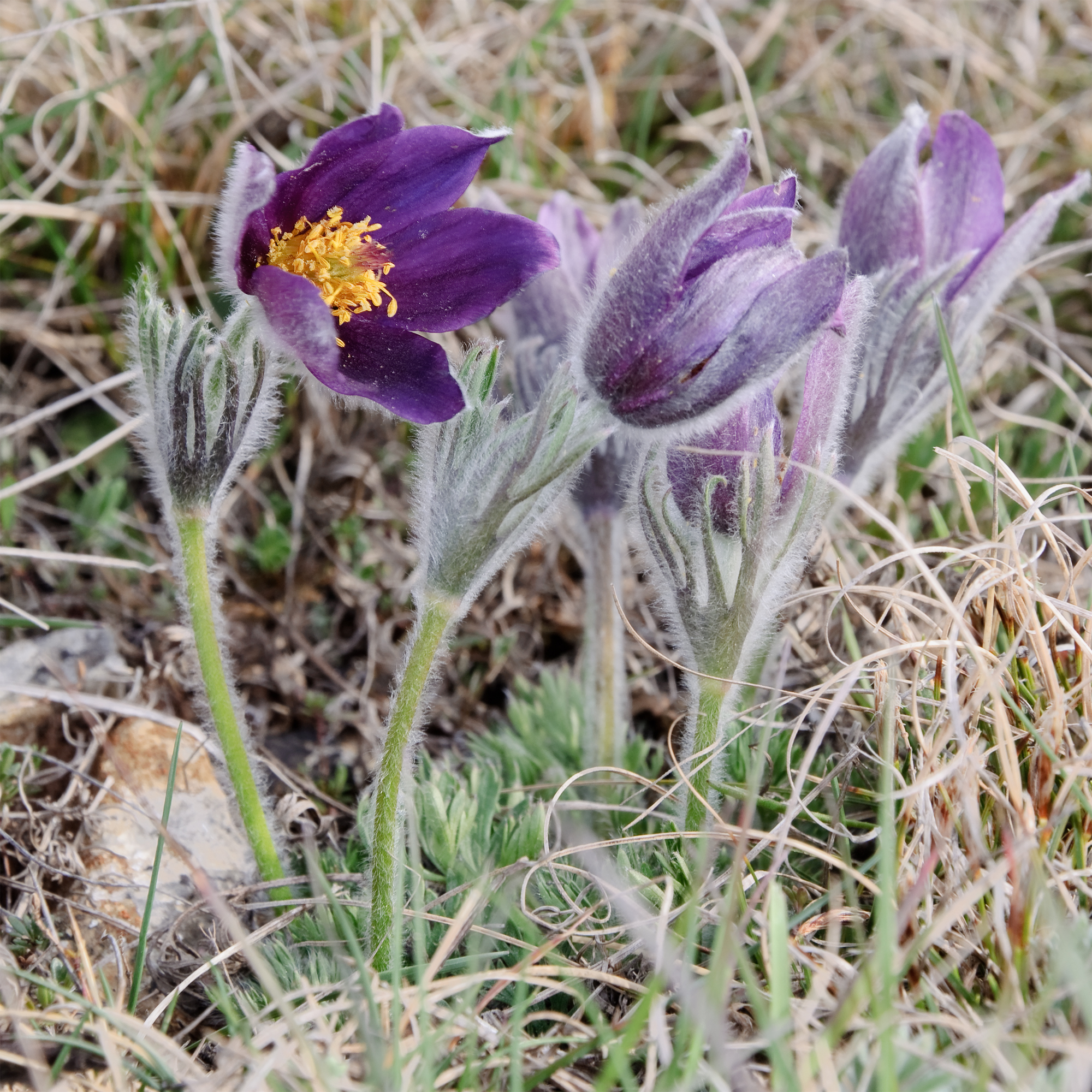
Anémone pulsatille de Coste (Pulsatilla vulgaris var. costeana), endémique des Grands Causses.
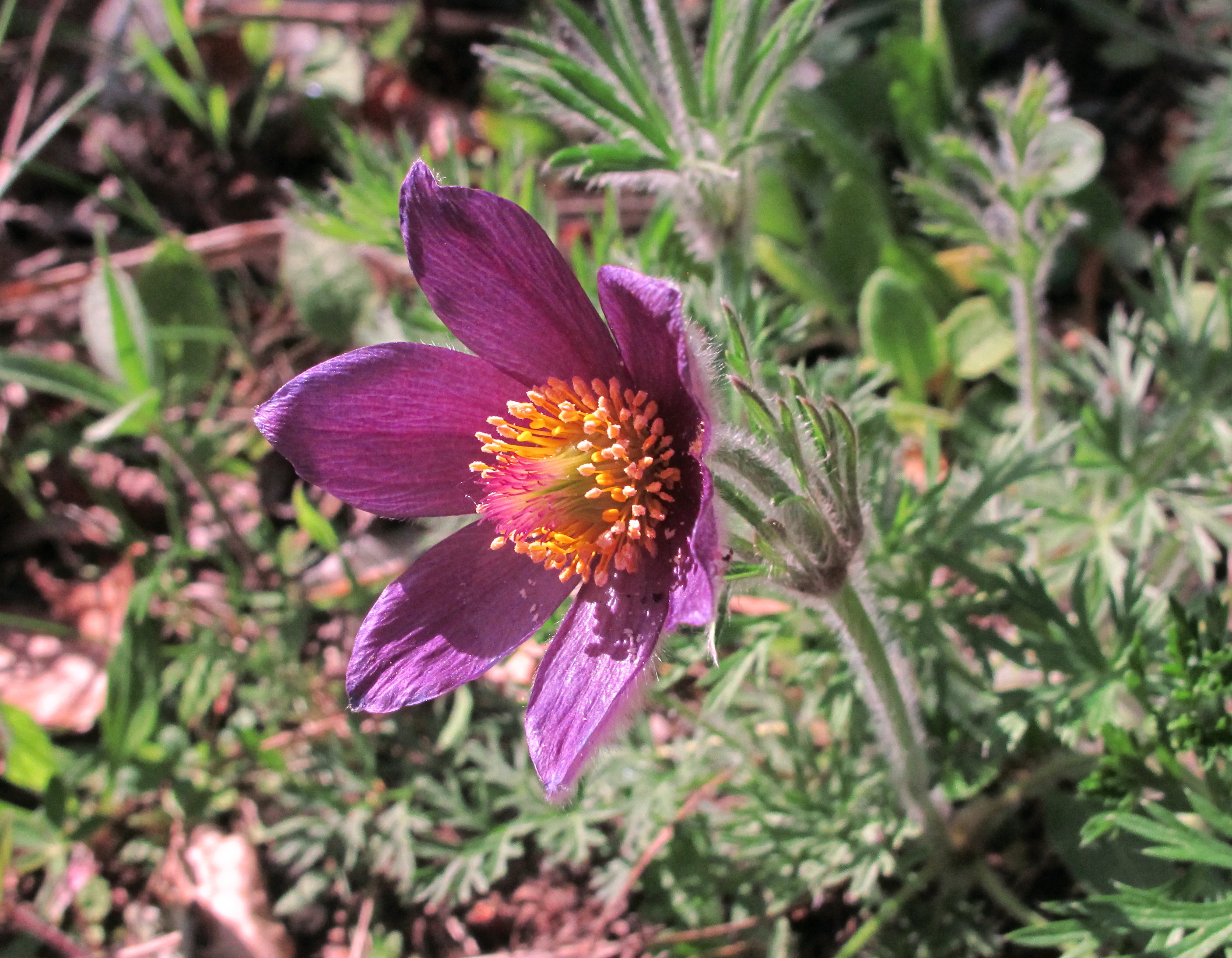
Fleur
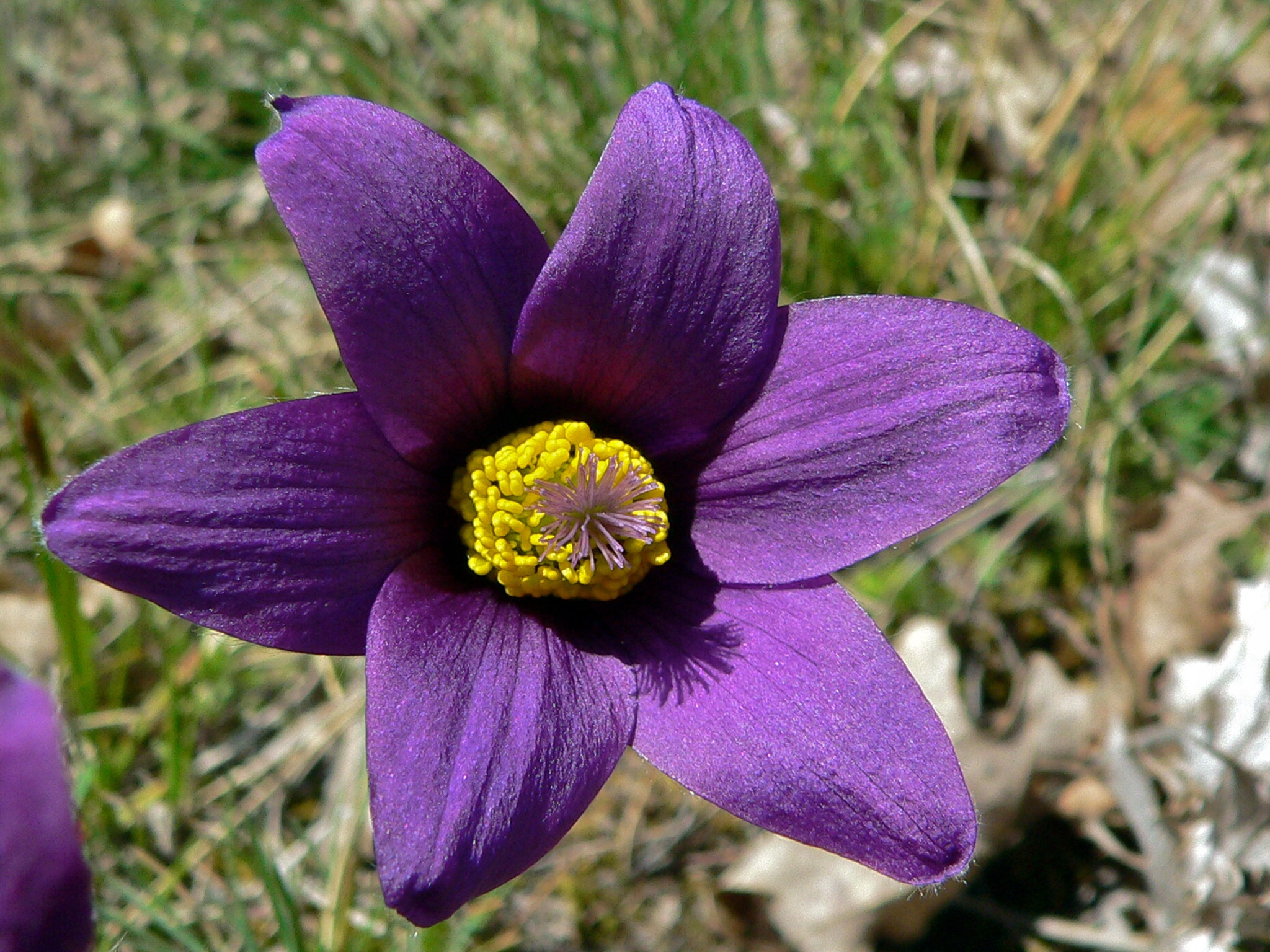
Fleur (Hérault, France)
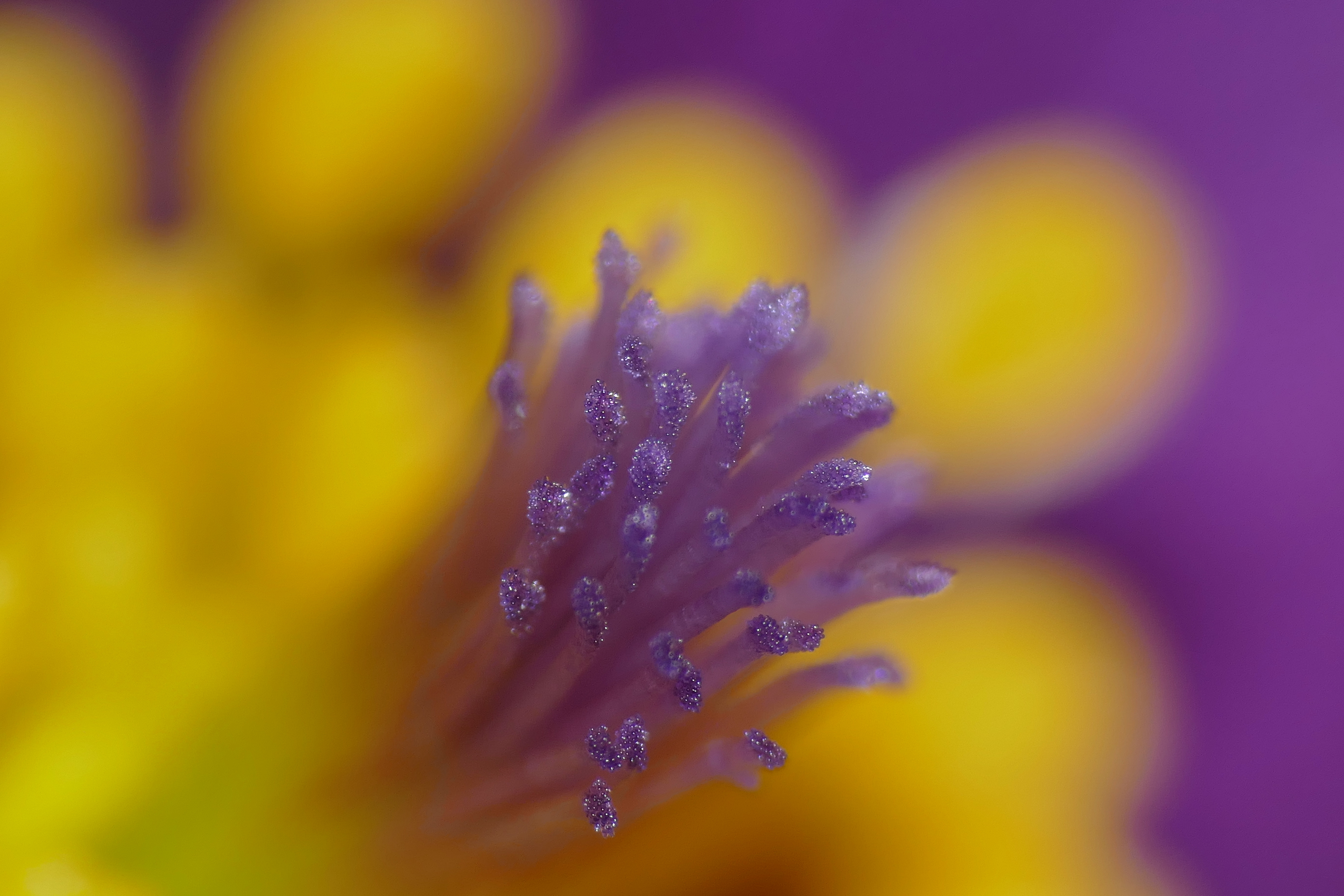
Gros plan du pistil
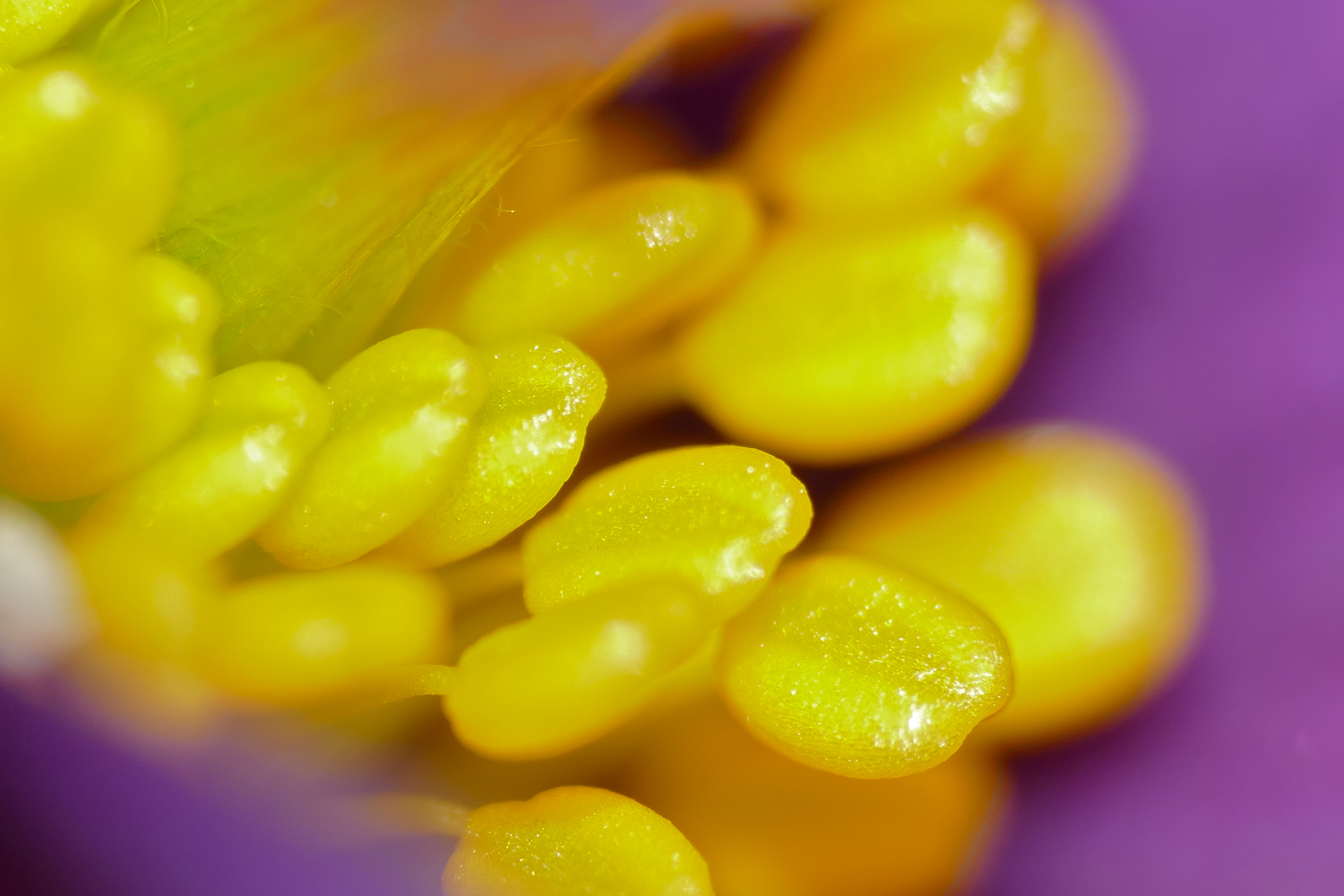
Gros plan des étamines
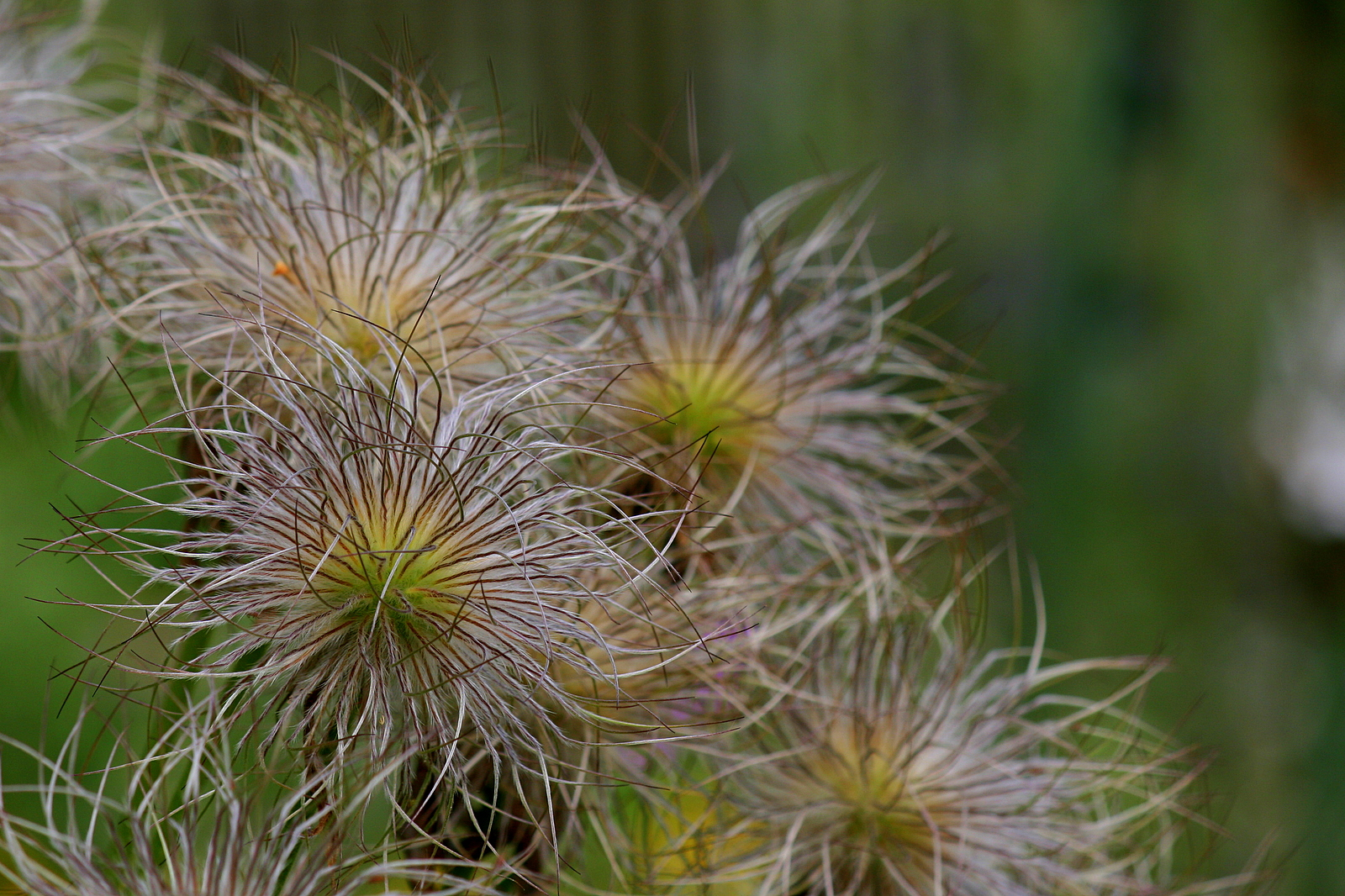
Fruits
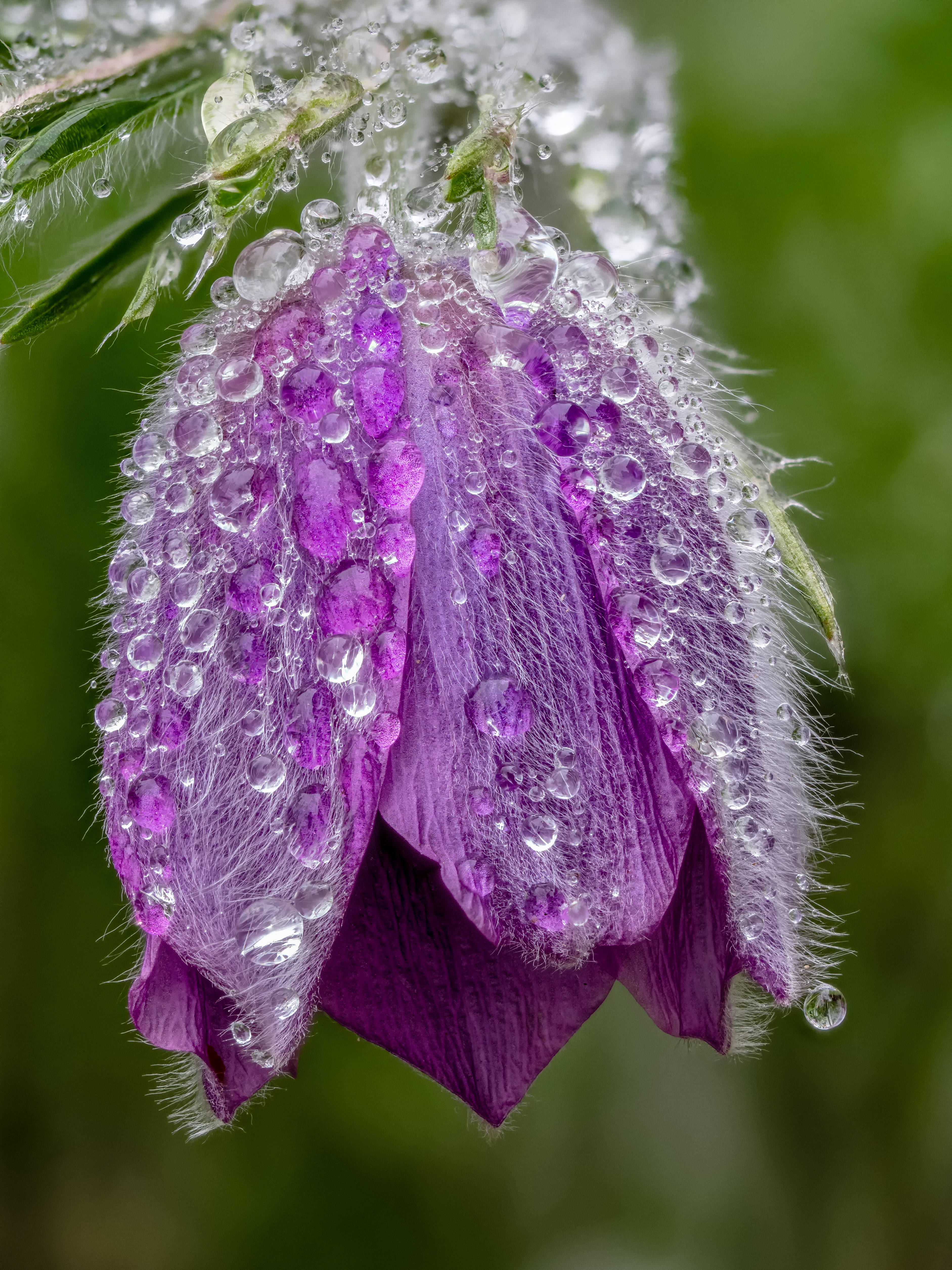
Fleur d'une anémone pulsatille avec quelques gouttes d'eau.
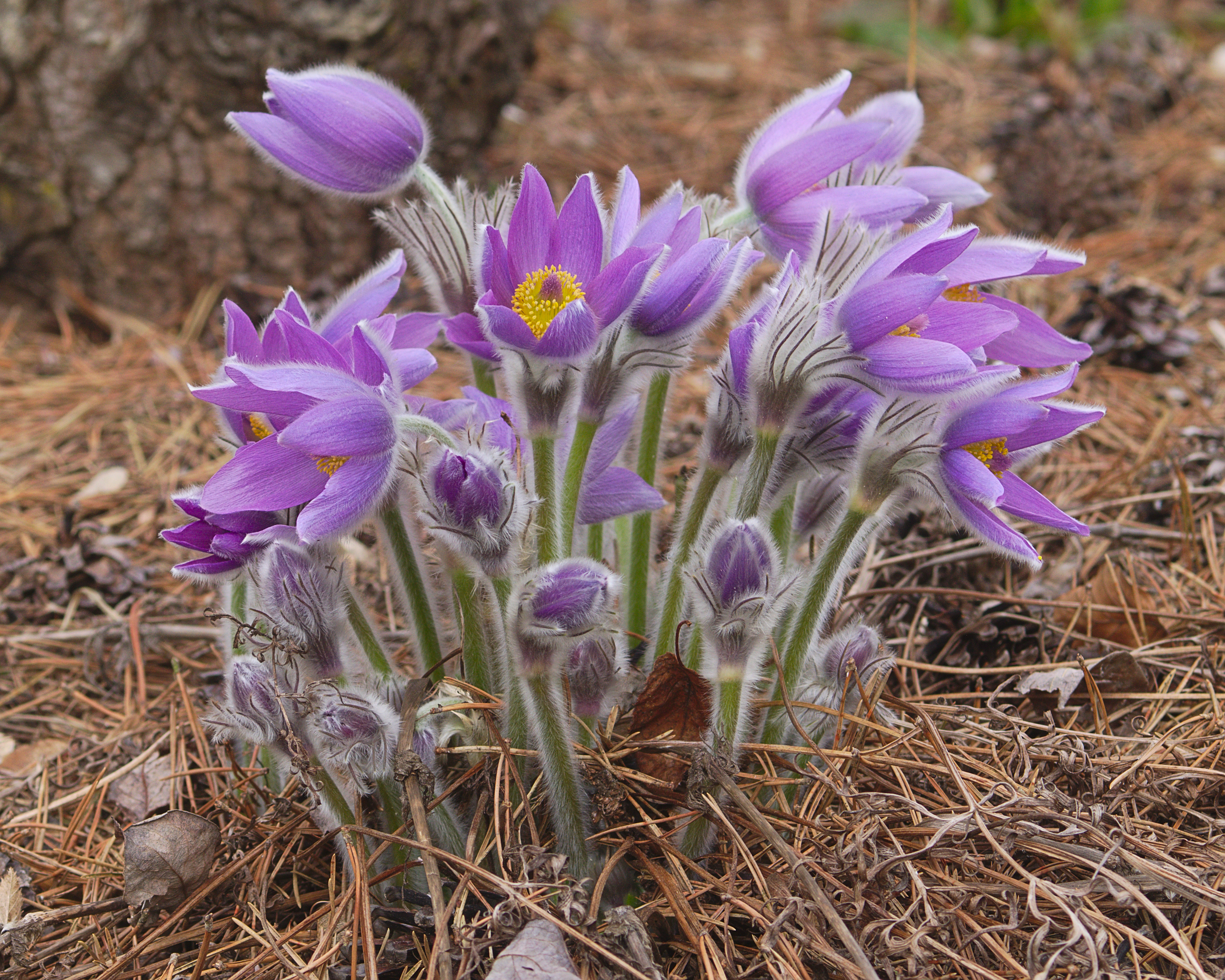
Nouvelles fleurs d'anémone pulsatille, mais sans gouttes d'eau.